# Nic Nemeth
Nicholas Theodore Nemeth (né le 27 juillet 1980 à Cleveland (Ohio)), est un catcheur (lutteur professionnel) américain. Il travaille actuellement à la la Total Nonstop Action Wrestling, sous le nom de Nic Nemeth, où il est l'actuel champion du monde par équipes avec Ryan Nemeth.
Il est aussi connu pour son travail à la World Wrestling Entertainment de 2004 à 2023, sous le nom de Dolph Ziggler.
Étudiant à l'université d'État de Kent où il fait partie de l'équipe de lutte, il signe un contrat avec la WWE à la fin de l'année 2004 et rejoint l'Ohio Valley Wrestling, le club-école de la WWE. Il fait ses premières apparitions dans les émissions de la WWE à la fin de l'année 2005 comme équipier de Kerwin White avant de changer de gimmick pour celui d'un cheerleader avec le clan Spirit Squad. Durant cette période il remporte son premier titre de la fédération, le championnat du monde par équipes, titre porté par les cinq membres de l'équipe. Après la perte du titre et la dissolution de l'équipe, Nemeth est renvoyé une nouvelle fois à la OVW puis à la Florida Championship Wrestling, nouveau club-école de la fédération.
Ce n'est qu'en 2008 que Nemeth revient dans l'un des show principaux de la WWE : réintroduit à Raw sous le pseudonyme de Dolph Ziggler, il est drafté en 2009 à SmackDown où il remporte l'année suivante le championnat intercontinental qu'il conserve pendant une durée de cinq mois. Puis, au début de l'année 2011, Ziggler est couronné pour la première fois champion du monde poids-lourds, titre qu'il perd quelques minutes après. Plus tard dans l'année, il remporte le championnat des États-Unis, qu'il conserve pendant plus de six mois. En 2012, Ziggler remporte le Money in the Bank Ladder match de SmackDown, qui lui permet de devenir pour la seconde fois champion du monde poids-lourds en 2013.
En janvier 2024, Nic Nemeth rejoint la Total Nonstop Action Wrestling lors de l’événement TNA Hard To Kill 2024.

## Jeunesse
Nemeth grandit à Lakewood, une ville dans la banlieue de Cleveland et a deux frères cadet Ryan et Donald,,. Il fait partie de l'équipe de lutte de son lycée et a le record de tombés dans les compétitions scolaires.
Il étudie ensuite à l'université d'État de Kent où il fait partie de l'équipe de lutte.

## Carrière

### World Wrestling Entertainement (2004-2023)

#### Ohio Valley Wrestling (2004-2006)
En 2004, la World Wrestling Entertainment (WWE) engage Nemeth et l'envoie à l'Ohio Valley Wrestling (OVW) pour apprendre le catch. Il tente à deux reprises d'être champion télévision de l'OVW d'abord face à Paul Burchill puis face à Ken Doane.
En septembre 2005, il quitte l'OVW pour apparaître dans les émissions de la WWE et incarne le caddie de Kerwin White, un gimmick de golfeur incarné par Chavo Guerrero. Ce gimmick déplait au public et la WWE décide de l'abandonner après la mort d'Eddie Guerrero en novembre.

#### Spirit Squad (2006-2007)

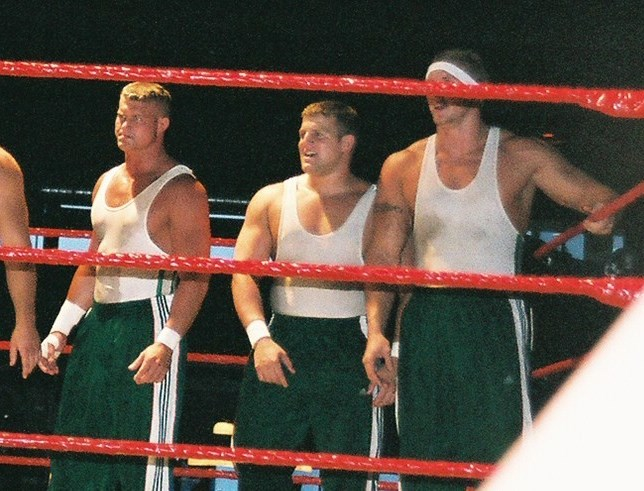
Trois des membres de la Spirit Squad. Dolph Ziggler, alors appelé Nicky, est celui de gauche (les deux autres sont Johnny et Kenny).

Nemeth devient un membre de The Spirit Squad, un groupe de cinq lutteurs qui interprète dans le ring des personnages de cheerleaders masculins, et il adopte le nom de Nicky à l'Ohio Valley Wrestling au cours de la fin de 2005. Les membres de Spirit Squad entraîne de vraies cheerleaders et gymnastes pour assurer leurs personnages crédibles.
Le 23 janvier 2006, ils débutent à la télévision de la WWE en groupe, apparaissant à Raw et en aidant Jonathan Coachman à gagner un match de qualification contre Jerry Lawler en faisant une performance de cheers pour Coachman et distrayant Lawler[réf. nécessaire].
Le 3 avril à Raw, Kenny et Mikey remportent le World Tag Team Championship, avec une aide extérieure des trois autres membres des Squad, en battant Big Show et Kane. Après avoir remporté le championnat, les cinq membres de la Spirit Squad sont reconnus comme les champions, ce qui permet que tous les membres peuvent défendre le championnat sous la règle Freebird.
Ils entament ensuite une rivalité avec Triple H et Shawn Michaels, qui ont reformés la D-Generation X. Lors de Vengeance, ils perdent face à la DX dans un 5-on-2 Handicap Match[réf. nécessaire]. Lors d'Unforgiven, ils conservent leurs titres contre The Highlanders[réf. nécessaire]. Lors de Cyber Sunday, ils perdent leurs titres contre Ric Flair et Roddy Piper[réf. nécessaire].
Le groupe se séparent le 27 novembre à Raw, quand ils perdent dans un match à cinq contre trois contre la DX et Ric Flair. En coulisses, plus tard dans la soirée, DX placent tous les membres dans une caisse estampillée « OVW, Louisville, Kentucky », une référence au territoire de développement à partir de laquelle le groupe est envoyé.

#### Florida Championship Wrestling (2007-2008)

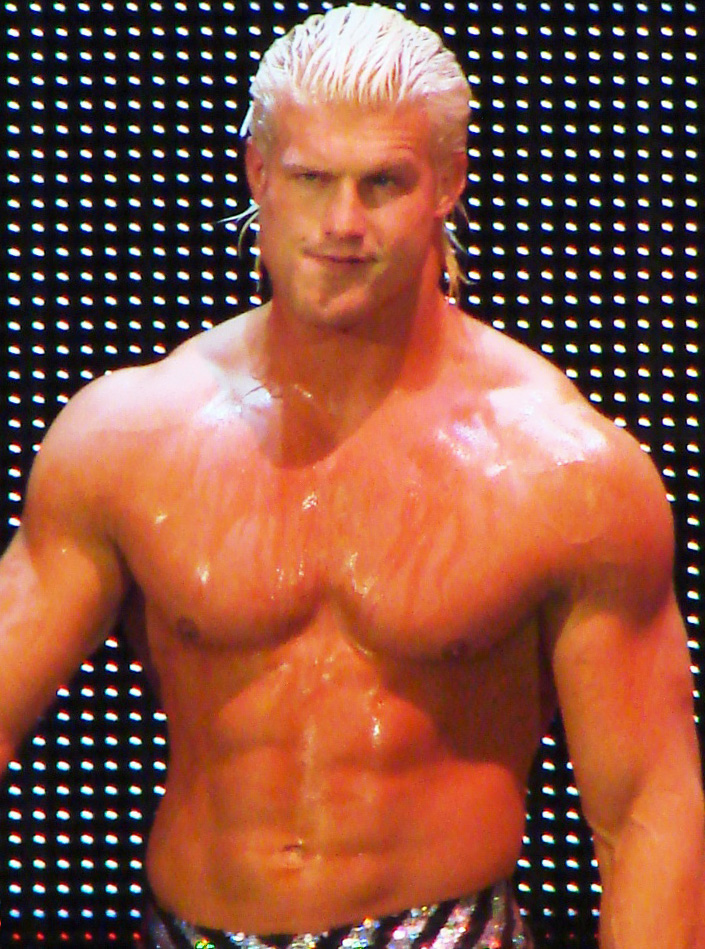
Dolph Ziggler en septembre 2008

Nemeth fait son retour à la OVW le 17 janvier 2007 sous le nom de ring Nick Nemeth avec Mike Mondo, anciennement Mikey dans les Spirit Squad, comme le « Frat Pack ». Ils font équipe avec Mike Kruel dans un match contre Seth Skyfire, Shawn Spears et Cody Runnels mais l'équipe se dissout en début d'année 2007,.
À la fin du mois d'août, Nemeth et Mike Mondo sont transférés à la Florida Championship Wrestling (FCW), club-école de la World Wrestling Entertainement où il se surnomme « The Natural » et bat Hade Vansen. En novembre 2007, Big Rob devient manager de Nemeth mais leur alliance est de courte durée.
Au début de 2008, il se nomme désormais Nic Nemeth et commence à faire équipe avec Brad Allen, avec Taryn Terrell. Le 22 mars, Nemeth et Allen remportent le FCW Florida Tag Team Championship en battant les champions en titre Eddie Colón et Eric Pérez, mais perdent leurs titres face à Colón et Pérez, le 15 avril. Peu de temps après, il fait équipe avec Britney Gavin. L'équipe bat Colón et Pérez et gagne les FCW Florida Tag Team Championship le 16 août, mais perdent leurs titres au profit de Heath Miller et Joe Hennig.

#### Débuts en solo (2008-2009)
Nick Nemeth fait son retour à Raw le 15 septembre 2008 avec un nouveau pseudonyme et nouveau personnage, Dolph Ziggler. Après une suspension de 30 jours pour violation de la WWE Wellness Program Policy. Il revient le 17 novembre dans un segment en coulisses avec Rey Mysterio et Shawn Michaels. Il fait son premier match en solo à la WWE le 1er décembre, qu'il perd face à Batista.
Le 25 janvier 2009, Ziggler participe à son premier pay-per-view, le Royal Rumble, mais il est éliminé par Kane après avoir passé seulement 21 secondes dans le match[réf. nécessaire].
Il entame ensuite une rapide rivalité avec The Great Khali, qui se conclut par un No Disqualification match à The Bash qu'il remporte grâce à l'intervention de Kane (sa première victoire solo en pay-per-view)[réf. nécessaire].

#### Champion intercontinental, champion du monde poids-lourd et champion des États-Unis (2009-2012)

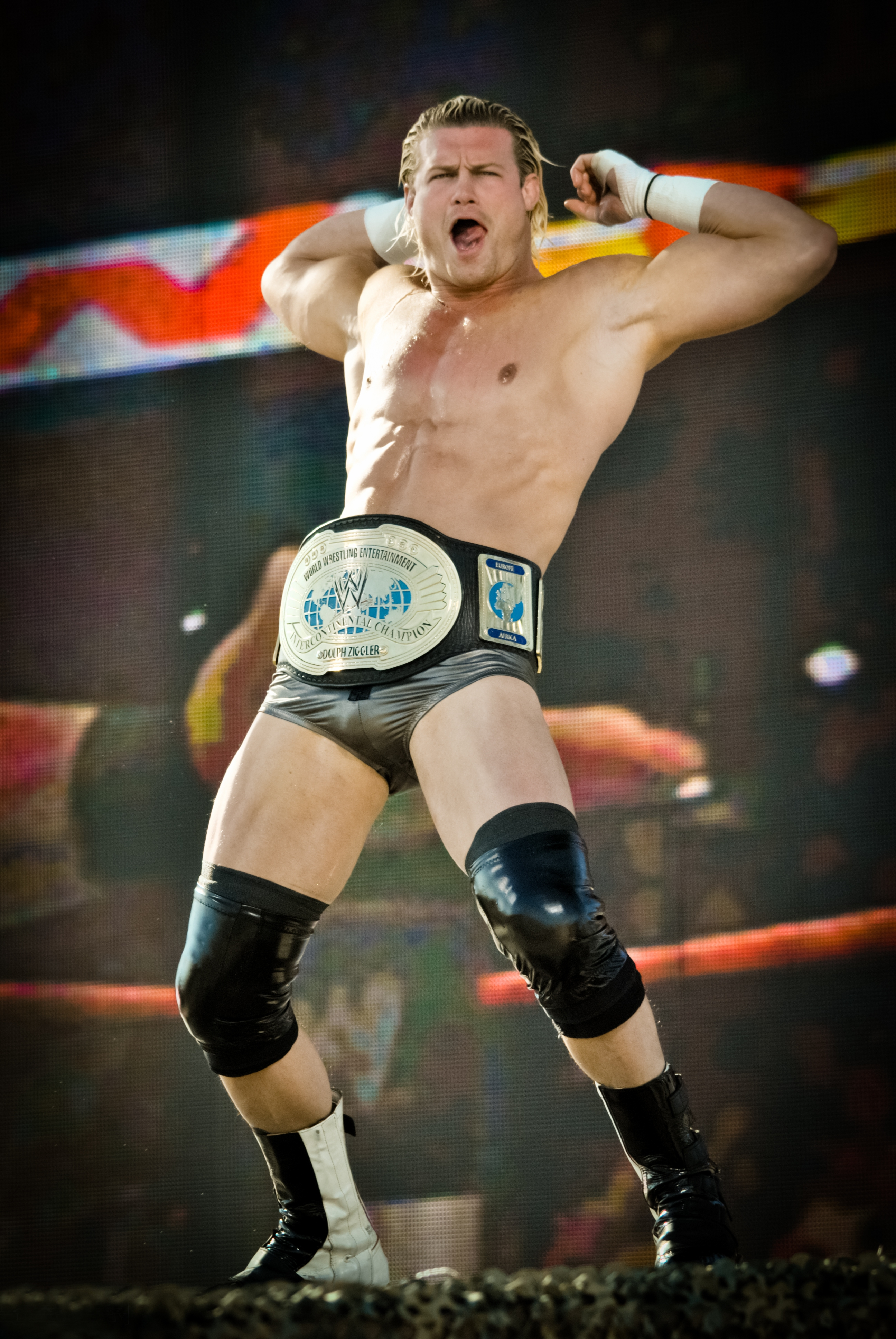
Dolph Ziggler en tant que champion Intercontinental en 2010.

Il tente ensuite à de multiples reprises de s'emparer du championnat intercontinental, d'abord contre Rey Mysterio puis contre le champion suivant John Morrison. Cependant, toutes ses tentatives restent sans succès, aussi bien en PPV (Night of Champions, SummerSlam, Hell in a Cell) qu'à SmackDown. Il est dans l'équipe de The Miz qui malgré son élimination battra celle de Morrison lors des Survivor Series[réf. nécessaire].
Le 28 mars 2010 à WrestleMania XXVI, son premier WrestleMania, il participe sans succès au Money in the Bank Ladder match, remporté par Jack Swagger. Il entame ensuite une relation amoureuse avec Vickie Guerrero[réf. nécessaire].
Il participe au Money in the Bank Ladder match de SmackDown lors de Money in the Bank, mais Kane remporte le match[réf. nécessaire]. Lors du SmackDown du 28 juillet, il bat Kofi Kingston grâce à une intervention de Vickie Guerrero pour devenir le nouveau champion Intercontinental, remportant ainsi le premier titre solo de sa carrière. Sa première défense de titre a lieu à SummerSlam contre Kingston, lors d'un match qui se termine par un no contest à cause d'une intervention de The Nexus[réf. nécessaire].
Lors de Night of Champions, il conserve son titre légalement contre Kofi Kingston[réf. nécessaire]. Lors de Bragging Rights, il perd contre Daniel Bryan[réf. nécessaire]. Par ailleurs, un triangle amoureux débute avec la rookie de Guerrero à NXT, Kaitlyn, que Ziggler embrasse lors d'un épisode d'NXT. Lors des Survivor Series, il conserve son titre contre Kaval. Il défend et conserve une nouvelle fois son titre en battant Jack Swagger et Kofi Kingston dans un Triple Threat Ladder match à TLC[réf. nécessaire].
Le 7 janvier 2011, il perd le championnat intercontinental contre Kofi Kingston, ainsi que le match revanche qui a lieu immédiatement après. Lors du Royal Rumble, il perd son match pour le titre face à Edge[réf. nécessaire].
Le 18 février, Ziggler devient champion du monde poids lourds pour la première fois de sa carrière quand Guerrero lui remet le titre qu'elle avait retiré à Edge pour avoir utilisé le Spear lors du match précédent. Cependant, il défend et perd le titre immédiatement après l'avoir obtenu, quand Theodore Long fait son retour et l'oblige à affronter Edge. Juste après sa défaite, il est renvoyé de SmackDown par Long, laissant sa place pour l'Elimination Chamber match vacante[réf. nécessaire].
Lors du Raw du 7 mars, le manager général annonce que Ziggler est de retour dans la division rouge. Il entre immédiatement en rivalité avec John Morrison. Il fait équipe avec LayCool, et perd contre Morrison, Trish Stratus et Snooki dans un 6-Man Mixed Tag Team match à WrestleMania XXVII[réf. nécessaire].
Il entre ensuite en course pour le championnat des États-Unis. Il remporte le titre à Capitol Punishment, en battant Kofi Kingston[réf. nécessaire]. Lors de Summerslam, il bat Alex Riley[pertinence contestée].
Lors de Night of Champions, il bat John Morrison, Alex Riley et Jack Swagger pour conserver le titre[réf. nécessaire]. Lors de TLC, Ziggler perd le titre des États-Unis face à Zack Ryder[réf. nécessaire].
Le 29 janvier 2012 au Royal Rumble, il ne remporte pas le WWE Championship, battu par CM Punk[réf. nécessaire]. Dans la même soirée, il participe au Royal Rumble match en entrant 18e, élimine Kharma mais se fait éliminer par Big Show[réf. nécessaire]. Il affronte CM Punk, The Miz, R-Truth, Chris Jericho et Kofi Kingston dans un Elimination Chamber match pour le championnat de la WWE lors du pay-per-view éponyme où le champion conserve son titre[réf. nécessaire].
Il s'allie ensuite avec Jack Swagger, et Vickie Guerrero a donné un nom au duo : American Perfection. Lors de WrestleMania XXVIII, il fait partie de l'équipe de John Laurinaitis qui bat celle de Theodore Long[réf. nécessaire]. Lors de Extreme Rules, il perd contre Brodus Clay[réf. nécessaire]. Lors d'Over the Limit, Ziggler et Swagger perdent contre R-Truth et Kofi Kingston et ne remporte pas les championnats par équipes[réf. nécessaire].
À No Way Out, il perd contre Sheamus et ne remporte pas le championnat du monde poids-lourds[réf. nécessaire]. Peu après le pay-per-view, Dolph Ziggler commence à montrer des signes de lassitude en ce qui concerne sa collaboration avec Jack Swagger. Il s'éloigne de son équipe en battant Swagger le 18 juin[réf. nécessaire].

#### Mr. Money in the Bank (2012-2013)

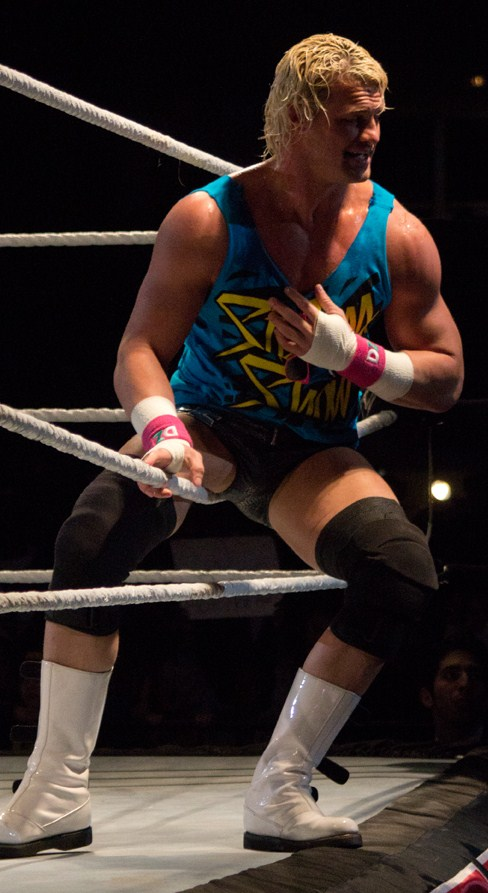
Dolph Ziggler en 2013.

Dolph Ziggler participe ensuite au Money in the Bank Ladder match pour le championnat du Monde poids lourds durant le pay-per-view Money In The Bank. Il remporte le match[réf. nécessaire], et peut donc obtenir un match pour le championnat du Monde poids lourds quand il le veut et sur une période d'un an. Après cela, il entame une rivalité avec Chris Jericho, qu'il affronte à SummerSlam, dans un match remporté par Jericho[réf. nécessaire]. Ziggler affronte une nouvelle fois Chris Jericho le lendemain à Raw dans un Contract vs. Contract match (Ziggler met son Money in the Bank en jeu alors que Jericho met sa place à la fédération en jeu). Ziggler remporte le match, conservant ainsi son Money in the Bank et provoquant le départ de Jericho de la fédération.
À Night of Champions, il perd contre Randy Orton[réf. nécessaire]. Entretemps, Vickie Guerrero devient manager générale de Raw, ce qui met fin à sa relation de manager de Dolph Ziggler[réf. nécessaire].
Il participe ensuite à un match à 5 contre 5 à élimination aux Survivor Series, match que son équipe remporte face à l'équipe Foley[réf. nécessaire], Dolph Ziggler étant le dernier survivant. Après cela, il entame une rivalité avec John Cena, contre qui il conserve son Money in the Bank à TLC dans un Ladder match avec l'aide de AJ Lee[réf. nécessaire]. Il entame ensuite une relation amoureuse avec AJ, avec Big E Langston (nouveau venu de la NXT) comme garde du corps[réf. nécessaire].

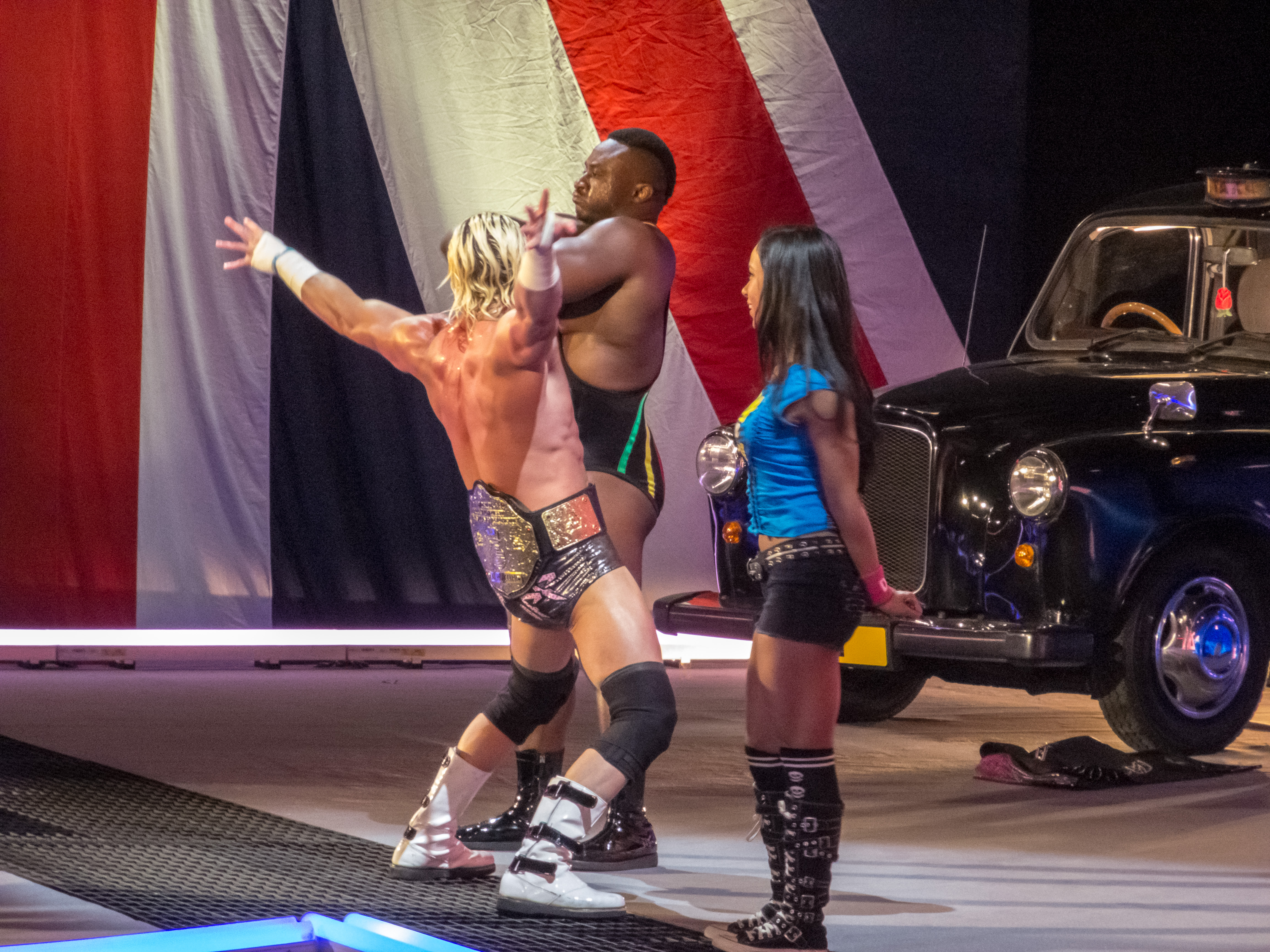
Dolph Ziggler en tant que World Heavyweight Champion accompagné de Big E Langston et AJ Lee

Le 27 janvier 2013, Ziggler participe au Royal Rumble Match du Royal Rumble. Il entre en 1re position et se fera éliminer en 27e position[réf. nécessaire].
À WrestleMania 29, Big E Langston et lui ne remportent pas les championnats par équipes, battus par la Team Hell No[réf. nécessaire].

#### Double Champion du monde poids lourds,Face Turnet diverses rivalités (2013-2014)
Le lendemain à Raw, Dolph Ziggler encaisse sa mallette sur Alberto Del Rio, étant déjà blessé par Jack Swagger. Il parvient à le battre et remporte ainsi pour la seconde fois le championnat du monde poids lourds[réf. nécessaire]. Initialement prévu pour défendre le titre à Extreme Rules, Dolph Ziggler sera absent à cause d'une commotion cérébrale. Lors de Payback. il perd face à Alberto Del Rio, ne conservant pas son titre[réf. nécessaire].
Lors de Money in the Bank, il ne récupère pas le titre poids-lourd, battu par Del Rio par disqualification à la suite d'une intervention d'AJ Lee[réf. nécessaire].
À la suite de son récent Face Turn, Dolph Ziggler est de moins en moins souvent accompagné de Big E Langston et AJ Lee. Il met un terme à sa relation avec celle-ci à Raw le 15 juillet. À SummerSlam, Kaitlyn et lui battent AJ Lee et Big E Langston[réf. nécessaire]
Lors de Night of Champions, il ne remporte pas le WWE United States Championship, battu par Dean Ambrose[réf. nécessaire]. Lors de Battleground, il bat Damien Sandow[réf. nécessaire]. Lors de TLC, il perd face à Fandango[réf. nécessaire].
Le 6 janvier 2014, la WWE annonce que Dolph Ziggler souffre d'un traumatisme crânien et il sera inactif pour une durée indéterminée.

#### Retour de blessure, quadruple champion Intercontinental et diverses rivalités (2014-2016)

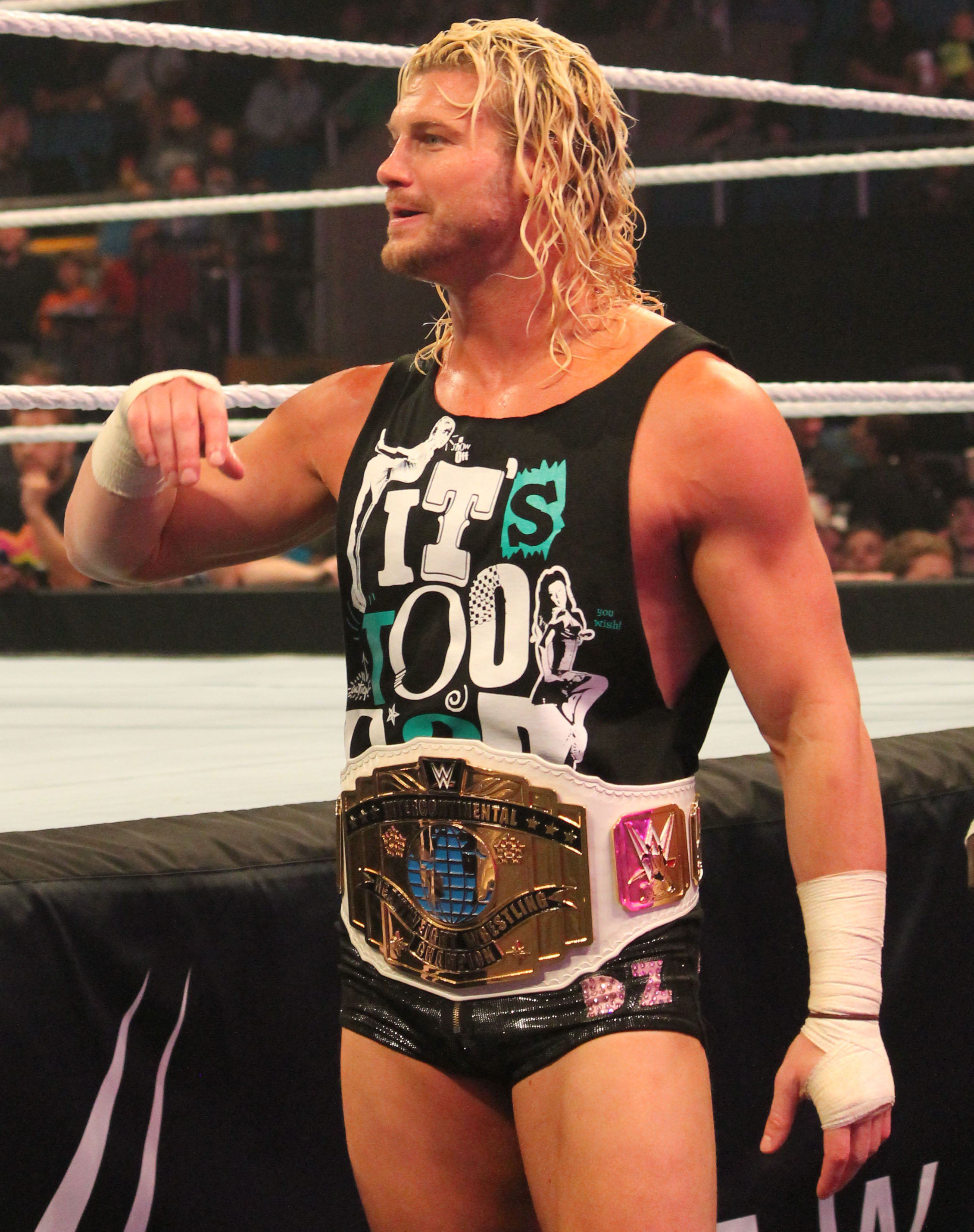
Dolph Ziggler en tant que Champion Intercontinental durant son troisième règne

Le 26 janvier 2014 au Royal Rumble, il fait son retour de blessure, entre dans le Men's Royal Rumble match en 12e position, mais se fait éliminer par Roman Reigns après 6 minutes de match.
Le 6 avril à WrestleMania XXX, il ne remporte pas la André the Giant Memorial Battle Royal, gagnée par Cesaro. Le 29 juin à Money in the Bank, il ne remporte pas la mallette pour le titre mondial poids-lourds, gagnée par Seth Rollins.
Le 20 juillet à Battleground, il ne remporte pas le titre Intercontinental rendu vacant, éliminé en dernier par The Miz dans un 19-Man Battle Royal. Le 17 août à SummerSlam, il redevient champion Intercontinental, pour la seconde fois, en prenant sa revanche sur son même adversaire. Le 21 septembre à Night of Champions, il ne conserve pas sa ceinture, rebattu par son même opposant. Le lendemain à Raw, il redevient champion intercontinental, pour la troisième fois, en reprenant sa revanche sur le Miz.
Le 26 octobre à Hell in a Cell, il conserve son titre en battant Cesaro dans un 2 Out of 3 Falls match (2-0). Le 17 novembre à Raw, il ne conserve pas sa ceinture, battu par Luke Harper. 6 soirs plus tard aux Survivor Series, l'équipe Cena, dont il fait partie, bat celle de l'Authority dans un Men's 5-on-5 Traditional Survivor Series Elimination Tag Team match avec l'aide de Sting qui fait ses débuts, ce qui destituent Triple H et Stephanie McMahon de leurs pouvoirs. Le 14 décembre à TLC, il redevient champion Intercontinental, pour la quatrième fois, en prenant sa revanche sur son même adversaire dans un Ladder match.
Le 5 janvier 2015 à Raw, il ne conserve pas sa ceinture, battu par Bad News Barrett. 20 soirs plus tard au Royal Rumble, il entre dans le Men's Royal Rumble match en dernière position, élimine Bad News Barrett et Cesaro avant d'être lui-même éliminé par Big Show et Kane après 2 minutes de match. Le 22 février à Fastlane, Erick Rowan, Ryback et lui perdent face à l'Authority (Seth Rollins, Kane et Big Show) dans un 6-Man Tag Team match. Le 29 mars à WrestleMania 31, il ne remporte pas le titre Intercontinental, battu par Daniel Bryan dans un Ladder match qui inclut Bad News Barrett, Dean Ambrose, Luke Harper, R-Truth et Stardust.
Le 26 avril à Extreme Rules, il bat Sheamus dans un Kiss Me Arse match. Mais après le combat, son adversaire refuse de lui embrasser les fesses et lui porte un Low-Blow. Le 17 mai à Payback, il perd le match revanche face à son rival. Le 31 mai à Elimination Chamber, il ne remporte pas le titre Intercontinental, battu par Ryback dans un Men's Elimination Chamber match (éliminé par le catcheur irlandais). Le 14 juin à Money in the Bank, il ne remporte pas la mallette, gagnée par Sheamus.
Le 23 août à SummerSlam, son match face à Rusev se termine en double décompte extérieur. Le 20 septembre à Night of Champions, il bat le catcheur bulgare.
Le 25 octobre lors du pré-show à Hell in a Cell, Cesaro, Neville et lui battent The League of Nations (Sheamus, King Barrett et Rusev) dans un 6-Man Tag Team match. Le 22 novembre aux Survivor Series, il perd face à Tyler Breeze.
Le 24 janvier 2016 au Royal Rumble, il entre dans le Men's Royal Rumble match en 28e position, mais se fait éliminer par le futur gagnant, Triple H, et ne remporte pas le titre mondial poids-lourds. Le 21 février à Fastlane, il ne remporte pas le titre Intercontinental, battu par Kevin Owens.
Le 3 avril à WrestleMania 32, il ne remporte pas la ceinture, battu par Zack Ryder dans un Ladder match qui inclut également The Miz, The Prize Fighter, Sami Zayn, Sin Cara et Stardust. Le 1er mai lors du pré-show à Payback, il bat Baron Corbin. Le 22 mai lors du pré-show à Extreme Rules, il perd face au même adversaire dans un No Disqualification match. Le 19 juin à Money in the Bank, il reperd face au même opposant.

#### Draft àSmackDown Live, quintuple champion Intercontinental et double champion des États-Unis (2016-2018)
Le 19 juillet à SmackDown Live, il est annoncé être officiellement transféré au show bleu. Le 21 août à SummerSlam, il ne remporte pas le titre mondial de la WWE, battu par Dean Ambrose. Le 11 septembre à Backlash, il ne remporte pas le titre Intercontinental, battu par le Miz à la suite d'une distraction de Maryse.
Le 9 octobre à No Mercy, il redevient champion Intercontinental, pour la cinquième fois, en prenant sa revanche sur son même adversaire dans un Title vs. Career match. Le 15 novembre à SmackDown Live, il ne conserve pas sa ceinture, rebattu par son même opposant à la suite d'une distraction de Maryse. Le 4 décembre à TLC, il ne remporte pas la ceinture, rebattu par son même adversaire dans un Ladder match.
Le 3 janvier 2017 à SmackDown Live, il perd face à Baron Corbin. Après le combat, Kalisto le sauve d'une attaque de son adversaire, mais frustré, il effectue un Heel Turn et attaque le luchador avec un Superkick et Apollo Crews dans les coulisses. 26 soirs plus tard au Royal Rumble, il entre dans le Men's Royal Rumble match en 24e position, mais se fait éliminer par Brock Lesnar après 4 minutes de match. Le 12 février à Elimination Chamber, il perd face à Kalisto et Apollo Crews dans un 1-on-2 Handicap match.
Le 2 avril lors du pré-show à WrestleMania 33, il ne remporte pas la Andre the Giant Memorial Battle Royal, gagnée par Mojo Rawley. Le 21 mai à Backlash, il perd face à Shinsuke Nakamura qui dispute son premier match dans le roster principal. Le 18 juin à Money in the Bank, il ne remporte pas la mallette, gagnée par Baron Corbin.
Le 8 octobre à Hell in a Cell, il perd face à Bobby Roode qui dispute également son premier match dans le roster principal. Le 17 décembre à Clash of Champions, il redevient champion des États-Unis, pour la seconde fois, en battant Baron Corbin et en prenant sa revanche sur son même adversaire dans un Triple Threat match. 2 soirs plus tard à SmackDown Live, à la surprise générale, il prend la décision d'abandonner le titre, car n'est pas apprécié et dit que personne ne mérite sa présence.
Le 28 janvier 2018 au Royal Rumble, il entre dans le Men's Royal Rumble match en dernière position, élimine Goldust avant d'être lui-même éliminé par Finn Bálor après 2 minutes de match. Le 11 mars à Fastlane, il ne remporte pas le titre de la WWE, battu par AJ Styles dans un 6-Pack Challenge match qui inclut également Baron Corbin, John Cena, Kevin Owens et Sami Zayn.
Le 8 avril lors du pré-show à WrestleMania 34, il ne remporte pas la Andre the Giant Memorial Battle Royal, gagnée par "Woken" Matt Hardy.

#### Retour àRaw, sextuple champion Intercontinental et champion par équipes deRawavec Drew McIntyre (2018-2019)

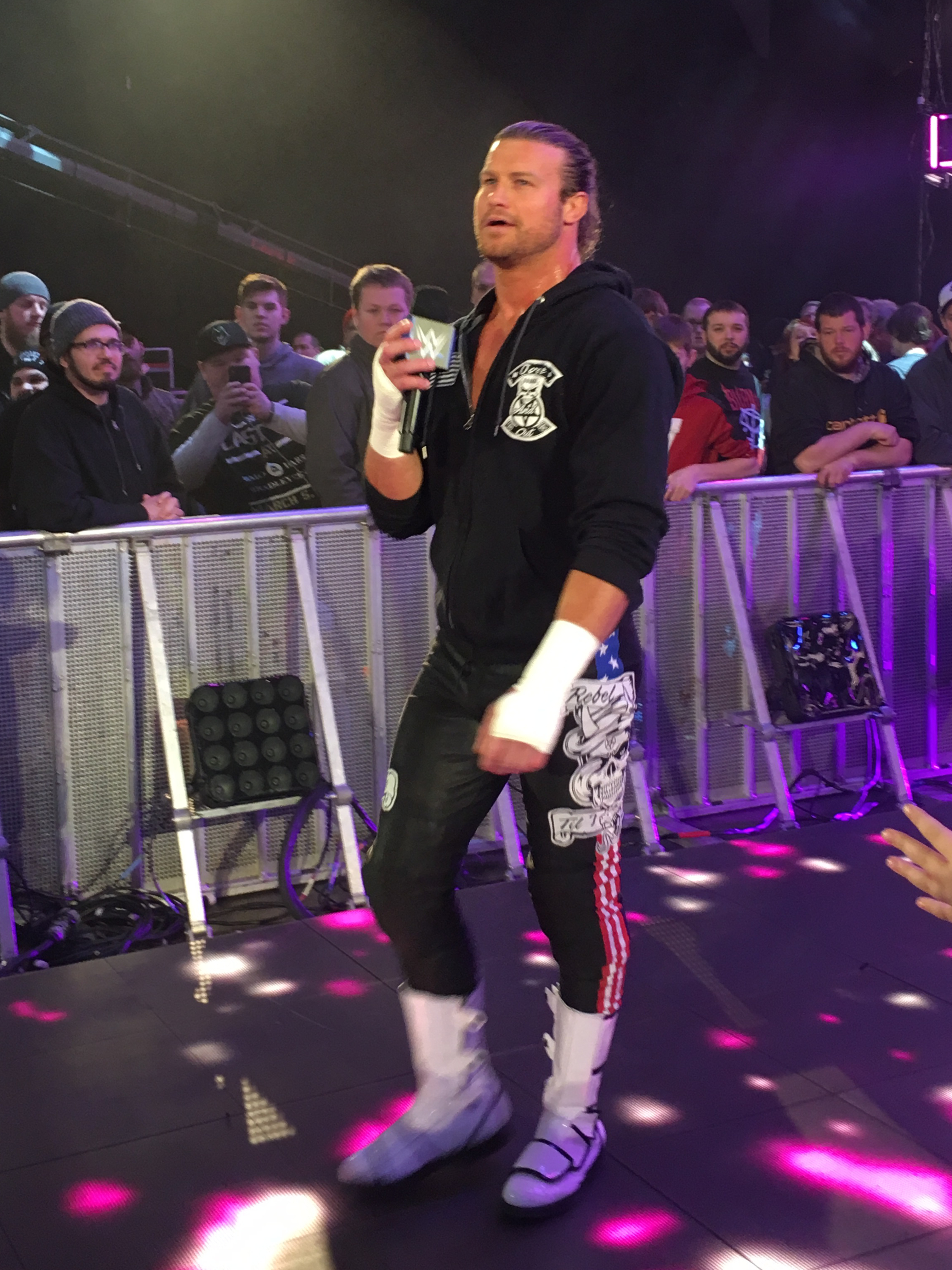
Ziggler en mars 2018

Le 16 avril à Raw, lors du Superstar Shake-Up, il rejoint officiellement le show rouge avec Drew McIntyre et les deux catcheurs attaquent Titus O'Neil et Apollo Crews. 11 soirs plus tard au Greatest Royal Rumble, il entre dans le 50-Men Royal Rumble match en seconde position, mais se fait éliminer par Kurt Angle après 21 minutes de match. Le 18 juin à Raw, il redevient champion Intercontinental, pour la sixième fois, en battant Seth Rollins. Après le combat, son partenaire et lui attaquent son adversaire.
Le 15 juillet à Extreme Rules, il conserve son titre en rebattant son même adversaire dans un 30-Minute Iron Man match (5-4). Le 19 août à SummerSlam, il ne conserve pas sa ceinture, battu par son même opposant. Le 3 septembre à Raw, Drew McIntyre et lui deviennent les nouveaux champions par équipes de Raw en battant la B-Team et remportent les titres pour la seconde et première fois de leurs carrières. Le 16 septembre à Hell in a Cell, ils conservent leurs titres en battant Dean Ambrose et Seth Rollins. 
Le 6 octobre à Super Show-Down, Braun Strowman et eux perdent face au Shield dans un 6-Man Tag Team match. Le 15 octobre à Raw, il bat Dean Ambrose et se qualifie pour la Coupe du monde de la WWE à Crown Jewel. Plus tard dans la soirée, le trio reperd face au trio adverse dans la même stipulation. Après le combat, leur alliance avec Braun Strowman prend fin, car ce dernier effectue un Face Turn, lui porte un Oklahoma Stampede avant que son partenaire n'attaque le Monster Among Men avec un Claymore Kick. La semaine suivante à Raw, ils ne conservent pas leurs ceintures, battus par le duo du Shield. Le 2 novembre à Crown Jewel, il ne remporte pas la coupe du monde de la WWE, battu par Shane McMahon en finale du tournoi. 16 soirs plus tard aux Survivor Series, l'équipe Raw, dont le catcheur écossais et lui font partie, bat celle de SmackDown dans un Men's 5-on-5 Traditional Survivor Series Elimination Tag Team match. Le 3 décembre à Raw, il effectue un Tweener Turn et son alliance avec Drew McIntyre prend officiellement fin. Il bat ensuite son ancien équipier grâce à une intervention extérieure de Finn Bálor. Le 16 décembre à TLC, il rend la pareille au catcheur irlandais pendant le match de ce dernier contre son ex-partenaire.
Le 27 janvier 2019 au Royal Rumble, il entre dans le Men's Royal Rumble match en 28e position, élimine Drew McIntyre avant d'être lui-même éliminé en avant-dernier par Braun Strowman après 11 minutes de match.

#### Retour àSmackDown Live, rivalités avec Kofi Kingston et Goldberg (2019)
Le 21 mai à SmackDown Live, il fait un retour surprise après 4 mois d'absence, en tant que Heel, et attaque Kofi Kingston avec une chaise après la victoire de ce dernier contre Sami Zayn. Le 7 juin à Super ShowDown, il ne remporte pas le titre de la WWE, battu par le catcheur ghanéen à la suite d'une intervention extérieure de Xavier Woods. Le 23 juin à Stomping Grounds, il ne remporte pas la ceinture, rebattu par son même adversaire dans un Steel Cage match.
Le 14 juillet à Extreme Rules, il perd face à Kevin Owens en quelques secondes. Le 11 août à SummerSlam, il perd face à Goldberg. Après le match, il se moque de lui 3 fois de suite, puis subit 3 Spears de la part de son adversaire.

#### Double champion par équipes deRawet champion par équipes deSmackDownavec Robert Roode (2019-2022)
Le 26 août à Raw, Robert Roode et lui forment une nouvelle équipe et ensemble, les deux catcheurs remportent le 8-Man Tag Team Turmoil match et deviennent aspirants no 1 aux titres par équipes à Clash of Champions. Le 15 septembre à Clash of Champions, ils deviennent les nouveaux champions par équipes de Raw en battant Seth Rollins et Braun Strowman.
Le 14 octobre à Raw, ils ne conservent pas leurs ceintures, battus par les Viking Raiders. Plus tard dans la soirée, ils sont annoncés être officiellement transférés à SmackDown. Le 10 décembre, son partenaire est suspendu pour 30 jours par la WWE pour une première violation du programme de bien-être de la compagnie. 5 soirs plus tard à TLC, accompagné des Revival, il aide King Corbin à battre Roman Reigns dans un TLC match.
Le 26 janvier 2020 au Royal Rumble, il entre dans le Men's Royal Rumble match en 19e position, mais se fait éliminer par le catcheur samoan après 12 minutes de match. Le 8 mars à Elimination Chamber, Robert Roode et lui ne remportent pas les titres par équipe de SmackDown, battus par John Morrison et The Miz dans un Men's Elimination Chamber Tag Team match (éliminés par les Usos).
Le 5 avril à WrestleMania 36, accompagné de Sonya Deville, il perd face à Otis. Pendant la rencontre, Mandy Rose fait son apparition, effectue un Face Turn, gifle son ancienne équipière et lui porte un Low Blow. Le 22 juin à Raw, il fait son retour dans le show rouge et défie Drew McIntyre pour le titre de la WWE à Extreme Rules, ce que le catcheur écossais accepte. Dans la même soirée, il annonce que son coéquipier et lui sont officiellement transférés à Raw.
Le 19 juillet à Extreme Rules, il ne remporte pas le titre de la WWE, battu par Drew McIntyre.
Le 12 octobre à Raw, Robert Roode et lui sont annoncés être officiellement transférés à SmackDown par Stephanie McMahon. À la suite de cette annonce, ils ne remportent pas les titres par équipes de Raw, battus par le New Day. Le 22 novembre lors du pré-show aux Survivor Series, il ne remporte pas la Dual Brant Battle Royal, battu par le Miz.
Le 8 janvier 2021 à SmackDown, Robert Roode et lui deviennent les nouveaux champions par équipes de SmackDown en battant les Street Profits et remportent les titres pour la première fois de leurs carrières. 23 soirs plus tard au Royal Rumble, il entre dans le Men's Royal Rumble match en 6e position, élimine Jeff Hardy avant d'être lui-même éliminé par Kane après 20 minutes de match.
Le 16 mai à WrestleMania Backlash, ils ne conservent pas leurs ceintures, battus par Los Mysterios.

#### Retour àRaw, champion deNXTet renvoi (2021-2023)
Le 4 octobre à Raw, lors du Draft, ils sont annoncés être officiellement transférés au show rouge. Le 21 novembre aux Survivor Series, il ne remporte pas la Dual Brand Battle Royal, gagnée par Omos.
Le 29 janvier 2022 au Royal Rumble, il entre dans le Men's Royal Rumble match en 16e position, mais se fait éliminer par Bad Bunny après 21 minutes de match. Le 8 mars à NXT, il devient le nouveau champion de NXT en battant Bron Breakker et Tommaso Ciampa dans un Triple Threat match et remporte le titre pour la première fois de sa carrière.
Le 2 avril à NXT TakeOver: Stand & Deliver, il conserve son titre en rebattant son premier précédent adversaire. 2 soirs plus tard à Raw, il ne conserve pas sa ceinture, battu par son même opposant. Le 6 juin à Raw, Robert Roode et lui font leurs retours ensemble en tant que Face, sont interviewés par Kevin Patrick, mais sont interrompus par MVP sur lequel il porte son Superkick.
Le 31 mars 2023 à WrestleMania SmackDown, il ne remporte pas la André the Giant Memorial Battle Royal, gagnée par Bobby Lashley.
Le 21 septembre, il est licencié par la compagnie.

### New Japan Pro Wrestling (2024)
Le 4 janvier 2024 à Wrestle Kingdom 18, il fait ses débuts à la New Japan Pro-Wrestling en tant que spectateur, aux côtés de son frère Ryan. Après que David Finlay ait remporté le titre poids-lourds Global, il attaque ce dernier, ce qui conduit à une bagarre entre les deux hommes. Le 23 février à The New Beginning in Sapporo, il dispute son premier match, devient le nouveau champion poids-lourds Global de la IWGP en battant David Finlay et remporte le titre pour la première fois de sa carrière. Le lendemain, Ryusuke Taguchi et lui battent Gedo et son même adversaire.
Le 12 avril à Windy City Riot, il bat Tomohiro Ishii. Le 4 mai à Wrestling Dontaku, il ne conserve pas sa ceinture, battu par David Finlay.

### Total Nonstop Action Wrestling (2024-...)

#### Débuts, champion du monde et du monde par équipes avec Ryan Nemeth (2024-...)
Le 13 janvier 2024 à Hard to Kill, il fait ses débuts à la Total Nonstop Action Wrestling, confronte le nouveau champion du monde, Moose, puis lui porte un Superkick et un ZigZag. 12 soirs plus tard à TNA Impact!, il dispute son premier match et bat Zachary Wentz. Le 8 mars à Sacrifice, il bat Steve Maclin.
Le 20 avril à Rebellion, il ne remporte pas le titre mondial, battu par Moose de manière controversée, et subit sa première défaite. Le 14 juin à Against All Odds, son frère cadet Ryan et lui ne remportent pas les titres mondiaux par équipes, battus par The System (Brian Myers et Eddie Edwards).
Le 21 juillet à Slammiversary, il devient le nouveau champion du monde en prenant sa revanche sur son même adversaire, puis en battant Frankie Kazarian, Josh Alexander, Joe Hendry et Steve Maclin dans un 6-Way Elimination match et remporte le titre pour la première fois de sa carrière. Le 30 août à Emergence, il conserve son titre en rebattant son troisième précédent adversaire dans un 60-Minute Iron Man match (3-2). 14 soirs plus tard à Victory Road, il conserve son titre en rebattant l'ancien champion. 
Le 26 octobre à Bound for Glory, il conserve son titre en rebattant Joe Hendry. 
Le 19 janvier 2025 à Genesis, il ne conserve pas sa ceinture, battu par son même adversaire dans un match revanche. Le 14 mars à Sacrifice, Joe Hendry, Matt Hardy, Elijah, Leon Slater et lui battent The System (Brian Myers, Eddie Edwards et JDC) et The Colóns (Primo et Epico) dans un Steel Cage 10-Man Tag Team match. Après la rencontre, son frère cadet et lui effectuent un Heel Turn et attaquent violemment l'aîné des Hardy.
Le 17 avril à Unbreakable, Mustafa Ali et eux perdent à Mike Santana et aux Hardys dans un 6-Man Tag Team match. 10 soirs plus tard à Rebellion, ils deviennent les nouveaux champions du monde par équipes en prenant leur revanche sur les Hardys et remportent les titres pour la première fois de leurs carrières. Le 23 mai à Under Siege, ils conservent leurs titres en rebattant Matt Hardy et en battant Leon Slater. Le 6 juin à Against All Odds, ils conservent leurs titres en battant The Rascalz (Trey Miguel et Zachary Wentz).

### Lucha Libre AAA Worldwide (2024-...)
Le 27 avril 2024 à TripleMania XXXII, il fait ses débuts à la Lucha Libre AAA Worldwide, dispute son premier match, devient le nouveau champion Mega AAA en battant Alberto El Patron, remporte le titre pour la première fois de sa carrière et, de ce fait, devient double champion.

## Vie privée
Nemeth a été un fan de catch professionnel depuis l'âge de cinq ans, quand il a assisté à une épreuve de lutte à la Richfield Coliseum et a décidé de devenir un lutteur professionnel à douze ans,. Il a deux petits frères, Ryan Nemeth, qui est également catcheur, il lutte à la WWE dans la division NXT sous le nom Briley Pierce, ainsi que Donald Nemeth qui est accusé d'homicide involontaire en 2017, cambriolage et kidnapping et condamné à 17 ans de prison.
Nemeth est diplômé de l'université d'État de Kent, où il se spécialise en science politique. Avant son essai à la WWE, il vivait à Phoenix, en Arizona et avait été accepté à l'école de droit dans l'université d'État de l'Arizona, où il devait commencer son premier semestre,.
Nemeth est un bon ami de ses anciens coéquipiers de l'équipe Spirit Squad, en particulier Michael Brendli, avec qui il a vécu en Floride jusqu'en 2008. Depuis, il est revenu à Phoenix.
Nemeth était auparavant dans une relation avec la comédienne Amy Schumer. Il a également été en relation avec la lutteuse professionnelle Nicole Garcia-Colace plus connue sous le nom de Nikki Bella.
Nemeth parle aussi couramment la langue des signes américaine[réf. nécessaire]. Nemeth a révélé plus tard à Colt Cabana's Art of Wrestling Podcast qu'il a choisi le nom « Dolph » parce que c'était le nom de son grand-père et il a dit que son ami lui a suggéré de mettre le nom « Ziggler ». Il a aussi dit qu'il était d'origine Ethnique Hongroise.

## Palmarès
- Florida Championship Wrestling
  - 2 fois champion par équipe de la FCW Florida avec Brad Allen et Gavin Spears[150]

- Lucha Libre AAA Worldwide
  - 1 fois Méga-Champion de la AAA

- New Japan Pro-Wrestling
  - 1 fois champion global poids lourds IWGP

- Squared Circle Expo
  - 1 fois SCX Champion (actuel)

- Total Nonstop Action Wrestling
  - 1 fois champion du monde de la TNA
  - 1 fois champion par équipe de la TNA avec Ryan Nemeth

- World Series Wrestling
  - 1 fois WSW World Heavyweight Champion (actuel)

- World Wrestling Entertainment
  - 2 fois Champion du monde poids-lourds de la WWE
  - 1 fois Champion de la NXT
  - 6 fois Champion Intercontinental de la WWE
  - 2 fois Champion des États-Unis de la WWE
  - 1 fois Champion du monde par équipe de la WWE - avec la Spirit Squad
  - 2 fois Champion par équipe de Raw - avec Drew Mclntyre (1) et Robert Roode (1)
  - 1 fois Champion par équipe de SmackDown - avec Robert Roode
  - Mr. Money in the Bank (2012)
  - 22e WWE Triple Crown Champion
  - Slammy Award Match of the Year 2014 (Team Cena vs Team Authority)
  - Slammy Award Tweet or! Best tweeter handle or social champion

## Récompenses des magazines
- Wrestling Observer Newsletter
  - Catcheur qui s'est le plus amélioré de l'année en 2011
  - Catcheur étant le plus sous-estimé de l'année en 2011

- Pro Wrestling Illustrated

| Année | 2005 | 2006 | 2007 | 2008 | 2009 | 2010 | 2011 | 2012 | 2013 | 2014 | 2015 | 2016 | 2017 | 2018 | 2019 | 2020 | 2021 | 2022 | 2023 | 2024 |
| ----- | ---- | ---- | ---- | ---- | ---- | ---- | ---- | ---- | ---- | ---- | ---- | ---- | ---- | ---- | ---- | ---- | ---- | ---- | ---- | ---- |
| Rang  | 500  | 134  | 250  | 189  | 113  | 50   | 17   | 16   | 9    | 54   | 12   | 36   | 32   | 50   | 46   | 95   | 276  | 285  | 393  | 22   |

## Filmographie

### Cinéma
- 2016 : Countdown de John Stockwell[152] : Ray Thompson